# Pays de Vesoul et du Val de Saône
Le Pays de Vesoul et du Val de Saône est une structure de regroupement de collectivités locales françaises située dans le département de la Haute-Saône, en Franche-Comté, dans la région administrative Bourgogne-Franche-Comté.

## Histoire
Le Pays de Vesoul et du Val de Saône a été créé en janvier 2001 sous le statut d'association loi de 1901. Depuis le 29 décembre 2011, le Pays de Vesoul et du Val de Saône est un syndicat mixte.
Présidé par Mme Carmen Friquet, conseillère départementale et maire de Scey-sur-Saône, et sous la direction de Nathalie Jabry, le syndicat mixte intervient sur un territoire regroupant 5 communautés de communes et agglomération du département de la Haute-Saône, soit un total de 176 communes incluant le pôle urbain de Vesoul.

## Territoire

### Géographie
Situé dans le département de la Haute-Saône, en Franche-Comté, le Pays de Vesoul et du Val de Saône recouvre un territoire de 1 665 km2. Sa densité de population est d'environ 44 hab./km2. Profitant de sa situation à un carrefour de grandes voies de communication européennes, le pays bénéficie d'un environnement de très grande qualité. Son territoire se caractérise par un paysage urbanisé à Vesoul et dans son agglomération. Au nord-ouest du département et du Pays, on retrouve des paysages boisés et vallonnés. Le centre du Pays est marqué par la présence de la Saône où se mêlent eau et forêt. À l'est, on retrouve des paysages agricoles vallonnés, des prairies et une richesse forestière importante.

### Composition
Le Pays regroupe regroupe 175 communes, elle-même regroupées dans 1 communauté d'agglomération et 4 communautés de communes :
- Communauté d'agglomération de Vesoul
- Communauté de communes des Hauts du Val de Saône
- Communauté de communes Terres de Saône
- Communauté de communes des Combes
- Communauté de communes du Triangle Vert
- Superficie :  1 646 km2, soit environ 9 % du territoire régional.
- Population : 75 000 habitants[2].

## Organisation

### Siège
Les bureaux du Pays de Vesoul et du Val de Saône sont situés au sein de l'hôtel de ville de Vesoul.

### Liste des présidents
- 2001-2004 : ?
- 2004-2013 : Alain Chrétien[4]
- 2014 - à aujourd'hui : Carmen Friquet[5],[6]

### Compétences
Le Pays de Vesoul et du Val de Saône a pour compétences de :
- Soutenir la création ou la restructuration de services essentiels à la population,
- Accompagner des projets innovants collectifs,
- Développer des parcs d’activités de qualité,
- Développer une ingénierie de projet de qualité.

Depuis 2009, le Pays de Vesoul et du Val de Saône a développé une stratégie Santé, afin de lutter contre le phénomène de désertification médicale sur son territoire .
Plus récemment, en 2012, le Pays s'est engagé dans un plan climat-énergie territorial (PCET). Il s'est également engagé dans une démarche de schéma de cohérence territoriale ou SCoT.